# You Sexy Thing
«You Sexy Thing» es una canción grabada por el grupo británico Hot Chocolate. Fue escrita por el vocalista principal, Errol Brown, y el bajista Tony Wilson, y fue producida por Mickie Most. La canción fue lanzada en octubre de 1975 y alcanzó el segundo lugar en el UK Singles Chart en 1975, así como el tercer lugar en el Billboard Hot 100 de los Estados Unidos el año siguiente. Billboard la clasificó como la canción número 22 de 1976. Llegó a ser conocida por aparecer en películas como The Full Monty (1997).